# ブローゼ・バンベルク
ブローゼ・バンベルク（Brose Bamberg）は、ドイツ・バンベルクのプロバスケットボールチームである。ブンデスリーガに所属している。

## 概略
1955年設立。
2005年にブンデスリーガ初優勝。2007年も制した。

## 主な獲得タイトル
ブンデスリーガ
- 優勝：9回（2004–05, 2006–07, 2009–10, 2010–11, 2011–12, 2012–13, 2014–15, 2015–16, 2016–17）

## 歴代所属選手
- ダリウス・ミラー
- P・J・タッカー
- ブライアン・ロバーツ
- ニコロ・メリ
- ニコラス・ジシス
- ボスジャン・ナックバー
- ティボー・プライス
- ダニエル・タイス
- エリアス・ハリス (2013-2020)
- パトリック・ヘックマン (2015-2019,2021-2024)
- ルイス・オリンデ (2016-2020)
- ドミニク・ロックハート (2020-2022)
- アセム・マレイ (2019-2020)
- パリス・リー (2019-2020)
- マルティナス・ゲベン (2021-2022)
- デイビッド・クラヴィッシュ (2020-2021)
- トマーシュ・キズリンク (2021-2022)
- レティン・オバソハン (2019-2020)
- ミケーレ・ヴィタリ (2020-2021)
- デヴォン・ホール (2020-2021)
- チェイス・フィーラー (2020-2021)
- アレクサンダー・ルオフ (2021)
- ジャスティン・ロビンソン (2021-2022)
- オマール・プレヴィット (2021-2022)
- クリス・ダブ (2022)
- アキル・ミッチェル (2021-2022)
- シェヴォン・トンプソン (2021)

## 歴代ヘッドコーチ
- クリス・フレミング（英語版） (2008-2014)
- アンドレア・トリンキエリ（英語版） (2014-2018)
- ルカ・バンキ (2018)
- アイナルス・バガツキス (2018-2019)
- フェデリコ・ペレゴ (2019)
- ロエル・ムーア (2019-2020)
- ヨハン・ロイヤカス (2020-2021)
- オレン・アミエル (2021-2024)
- アントン・ギャベル (2024-)